# Xã South Branch, Quận Watonwan, Minnesota
Xã South Branch (tiếng Anh: South Branch Township) là một xã thuộc quận Watonwan, tiểu bang Minnesota, Hoa Kỳ. Năm 2010, dân số của xã này là 282 người.